# Le Bizarre Incident du chien pendant la nuit
Le Bizarre Incident du chien pendant la nuit (The Curious Incident of the Dog in the Night-Time) est un roman de Mark Haddon paru en 2003.
Le roman raconte à la première personne, avec humour et sensibilité, les tribulations de Christopher, un adolescent de 15 ans habitant à Swindon (Wiltshire), atteint d'un trouble du neuro- développement et soudain confronté à des événements qui perturbent son monde clos. Bien que l'état de Christopher ne soit pas indiqué dans le livre  la présentation du livre se réfère à un syndrome d'Asperger, un autisme de haut niveau, au syndrome du savant ou autre trouble envahissant du développement.

## Signification du titre
Le titre du roman provient d'une remarque faite par Sherlock Holmes, le détective créé par Sir Arthur Conan Doyle, dans la nouvelle Flamme d'Argent. Le narrateur Christopher Boone, auteur fictif de cette autobiographie, est un fan du détective britannique. Il souhaite résoudre l'énigme de la mort du chien de la voisine en s'inspirant de la méthodologie de Sherlock Holmes en prêtant attention aux « micro-détails ».

## Résumé
À Swindon, Christopher Boone a 15 ans et est autiste. Sa mère est morte deux ans auparavant. Il n'a pas de véritables amis, si ce n'est Siobhan, à qui il se confie parfois. Il trouve une consolation dans les mathématiques et prépare activement, avec trois ans d'avance, les épreuves du A-level (équivalent au Royaume-Uni du baccalauréat).
Le roman débute par la découverte par Christopher de la mort de Wellington, le chien de la voisine, Mme Shears. Quelqu'un lui a planté une fourche dans le ventre et le pauvre animal en est mort.
Christopher décide d'enquêter comme l'aurait fait Sherlock Holmes. Il se met à rencontrer les personnes du voisinage et à leur poser des questions sur Wellington et les personnes suspectes qu'elles auraient éventuellement aperçu le jour de sa mort.
De fil en aiguille, Christopher apprend que sa mère, avant son décès, avait entamé une liaison avec le voisin, M. Shears. Puis il découvre, en fouillant discrètement la chambre de son père, une boîte contenant de nombreuses lettres qui lui avaient été adressées, à lui Christopher, après la mort de sa mère. Qui a pu donc envoyer ces lettres, jamais remises et même jamais ouvertes ? En en ouvrant quelques-unes, il découvre que sa mère, en réalité, n'est jamais morte, qu'elle est bien vivante, et qu'elle vit avec M. Shears à Londres. Son père lui ment donc depuis deux ans. C'est profondément déstabilisant pour l'adolescent.
Après une difficile discussion avec son père, ce dernier a un geste de brutalité à l'égard de Christopher et finit par lui avouer que c'est lui qui a tué le chien de Mme Shears, par vengeance. Christopher est bouleversé par cet aveu.
Dégoûté de son père et ayant même peur de lui, Christopher décide, l'adresse de sa mère figurant sur les enveloppes, de fuguer et de la rejoindre.
Commence alors un long périple : bien que Londres ne soit qu'à une centaine de kilomètres de Swindon, il faut d'abord faire son baluchon (quoi emporter ? dans quoi mettre les affaires ? faut-il emporter le rat apprivoisé ?), puis aller dans la rue, se rendre à la gare, acheter un billet de train, prendre le train, etc., c'est-à-dire des tâches qui s'avèrent problématiques à effectuer pour un jeune garçon avec son handicap.
Christopher arrive alors en gare de Londres puis se rend, après moult difficultés, à l'adresse de sa mère. Mais les retrouvailles ne sont pas aussi réjouissantes qu'il pouvait s'y attendre : la mère habite dans une banlieue défavorisée , vit en concubinage dans un deux-pièces avec M. Shears et ne se montre guère enthousiasmée par l'arrivée de son fils…

## Réception critique
Le livre a remporté plusieurs prix, dont le prix Whitbread (aujourd'hui prix Costa) en 2003, dans la catégorie « livre de l'année ».

## L'autisme dans le roman
Les chapitres sont numérotés de façon déconcertante pour un lecteur non averti (chapitres 2, 3, 5, 7, 11, 13 et ainsi de suite jusqu'au dernier chapitre numéroté 233). En fait la numérotation n'est pas linéaire car elle suit l'ordre des nombres premiers.
Mark Haddon a révélé sur son site web que son savoir du syndrome d'Asperger ou de toute autre forme d'autisme était minimal. Il n'a effectué aucune recherche sur l'autisme avant d'écrire son livre. Il conseille à ceux qui veulent en savoir plus sur le syndrome d'Asperger de lire des essais ou des livres écrits par des personnes elles-mêmes autistes.
Le comportement prêté par l'auteur à son jeune héros peut rappeler le rôle de Dustin Hoffman dans le film Rain Man (1988).

## Adaptations

### Adaptations théâtrales
Le roman est adapté au théâtre à Londres en 2012 par Simon Stephens. La pièce remporte 7 Laurence Olivier Awards en 2013. Elle est montée sur Broadway en septembre 2014. Elle est créée en France dans une mise en scène de Philippe Adrien, à l'affiche du Théâtre de la Tempête du 11 septembre au 18 octobre 2015.
La pièce est ensuite montée par la Compagnie du Moderne, à Liège (Belgique) le 26 avril 2017 dans une mise en scène de Daniel Henry-Smith.
Elle est également présentée au Théâtre Jean-Duceppe à Montréal (Québec, Canada) suivant une mise en scène de Hugo Bélanger et une traduction de Maryse Warda du  11 avril au 19 mai 2018.

### Projet d'adaptation au cinéma
En 2002, Brad Pitt a pris une option sur les droits d'adaptation du roman au cinéma et développe un projet d'adaptation dont Steve Klove assurerait le scénario et la réalisation, avec la collaboration de David Heyman et du studio Plan B ; le projet était toujours d'actualité en 2011. Le projet n'a jamais abouti.

## Censure
Ce roman a été censuré dans un lycée de Floride à la demande de parents, parce qu'il contient des phrases niant l'existence de Dieu et évoque les relations sexuelles entre hommes et femmes.